# Tasmanina gracilis
Tasmanina gracilis är en tvåvingeart som beskrevs av Tonnoir 1929. Tasmanina gracilis ingår i släktet Tasmanina och familjen svampmyggor. Inga underarter finns listade i Catalogue of Life.